# TDI (Motorentechnik)

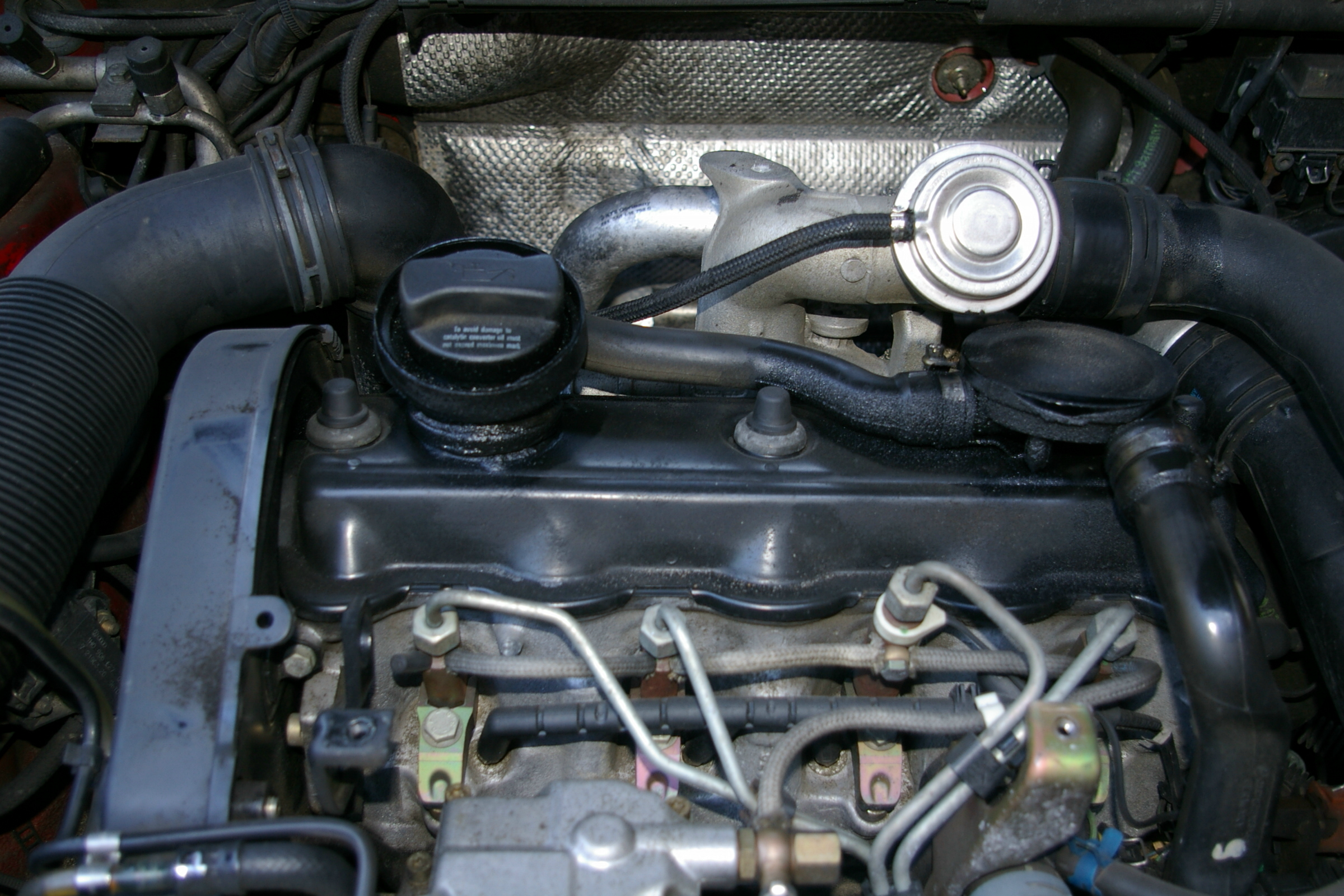
TDI-Motor (Motorkennbuchstabe AFN) eines VW Passat 35i Bj. 1996, letzte Version der ersten Generation, noch mit Verteilerpumpe, 1,9 l, 81 kW/110 PS

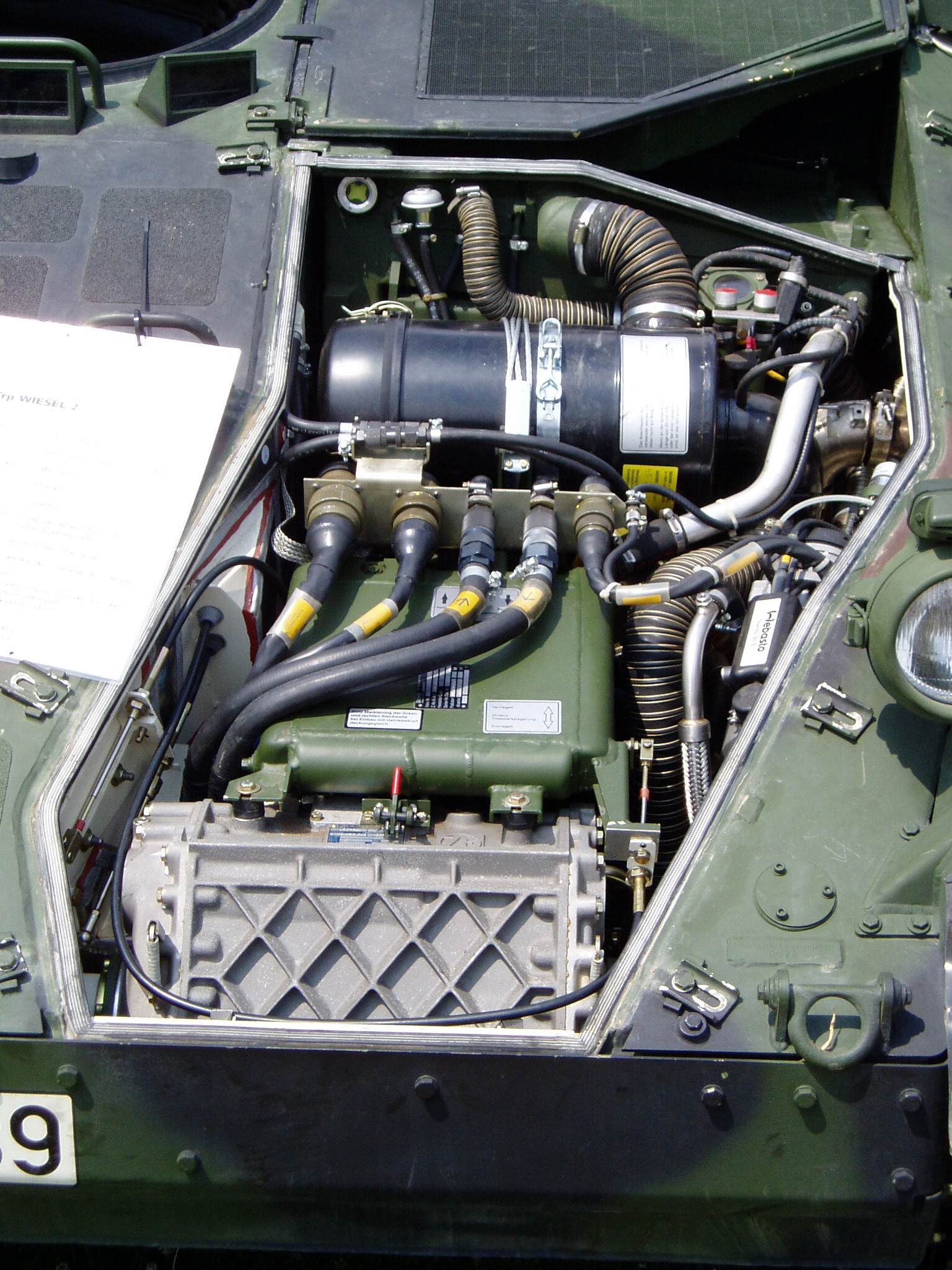
TDI im Luftlandepanzer Wiesel 2 der Bundeswehr

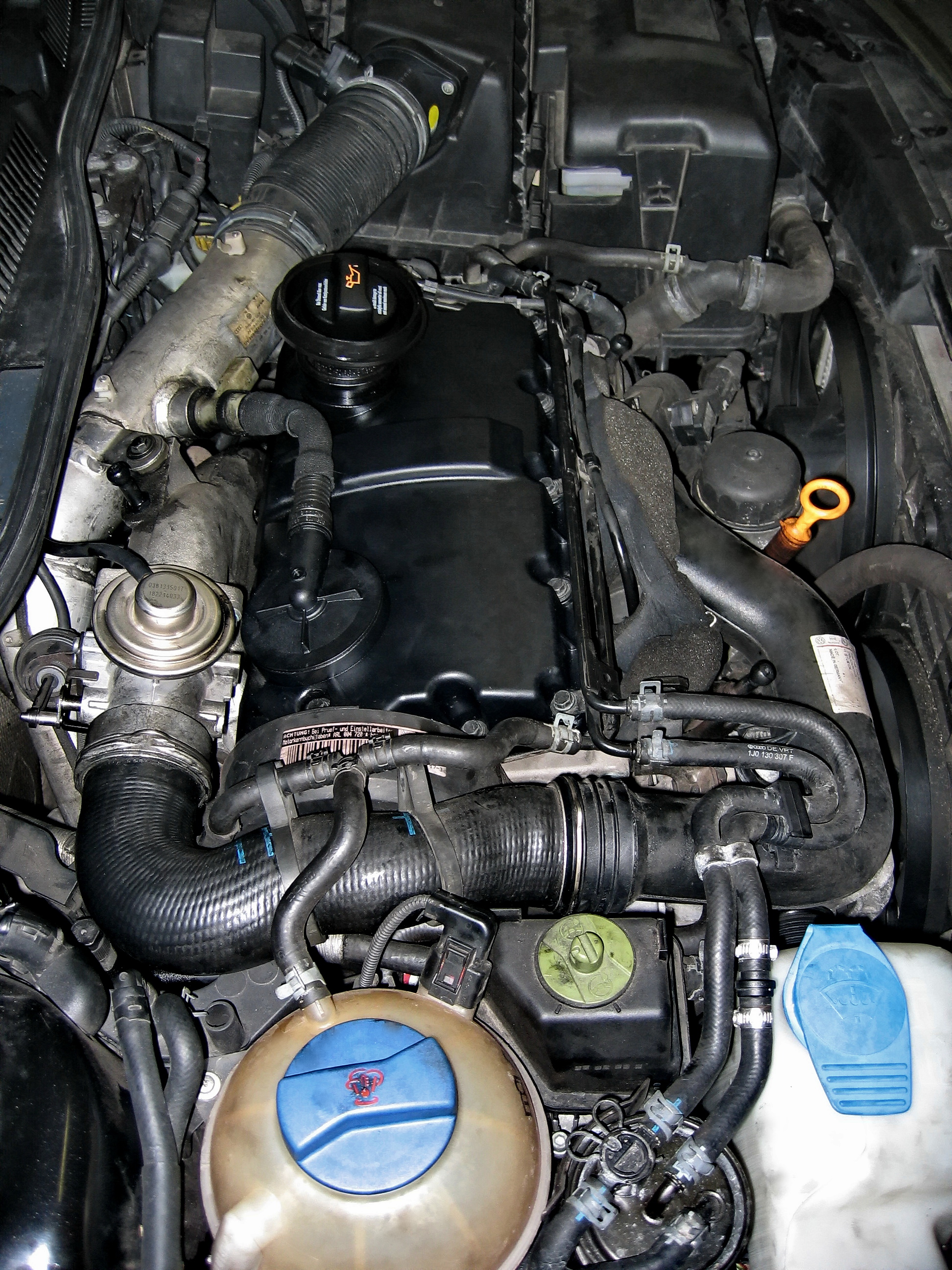
1,9-TDI-Motor (Pumpe-Düse) quer eingebaut im Golf IV

TDI (Abkürzung für Turbocharged Direct Injection oder Turbocharged Diesel Injection) ist die Markenbezeichnung für Dieselmotoren des Automobilkonzerns Volkswagen. Diese Motoren haben Direkteinspritzung und einen Turbolader. Die TDI-Motorenfamilie wird in Fahrzeugen der Marken Volkswagen, Audi, Seat und Škoda eingebaut. Ebenso wurden sie beim früheren VW-Ford-Gemeinschaftsprojekt Ford Galaxy sowie dem Volvo 850 TDI verwendet. Weitere Nutzer waren Mitsubishi (Grandis und Lancer) und Chrysler (unter anderen im Sebring).
Das technische Äquivalent zum TDI bei Ottomotoren wird TSI genannt.
Die früher von Volkswagen gebauten SDI-Dieselmotoren hatten eine Direkteinspritzung, aber keinen Turbolader (siehe Saugdiesel).

## Merkmale
Die Zylinder der TDI-Motoren haben keine Vorkammern oder Wirbelkammern; die Glühkerzen sind im Brennraum angeordnet, der sich in einer meist kreisförmigen Mulde im Kolbenboden befindet. Die Brennraumoberfläche ist kleiner als bei Vorkammer-/Wirbelkammermotoren. Dadurch sind die Wärmeverluste geringer, was den Wirkungsgrad verbessert. Außerdem gibt es kein gedrosseltes (verlustbehaftetes) Überströmen aus den Vor- bzw. Wirbelkammern in den Zylinder. Deshalb haben diese Motoren einen besonders niedrigen spezifischen Verbrauch. Das Prinzip impliziert steilere Druckanstiege und damit ein deutlich lauteres Motorgeräusch. Allgemein haben alle Turbodieselmotoren eine gewisse Anfahrschwäche, die auf den nicht sofort ansetzenden Ladeschub des Abgasturboladers zurückzuführen ist. Diese als Turboloch bezeichnete Eigenschaft ist zwischen der Motor-Leerlaufdrehzahl von knapp 1000 min−1 und der Wirkung des Turboladers von etwa 1300 min−1 Motordrehzahl auffällig. Die meisten TDI-Motoren haben bei ca. 1800 bis 2200 min−1 ihr maximales Drehmoment.

## Ursprung
Die TDI-Motoren des Volkswagenkonzerns gehen auf eine Entwicklung Richard van Basshuysens zurück, der den TDI-Motor gegen Widerstände im Volkswagenkonzern durchsetzte. Der Motor mit Direkteinspritzung und Turboaufladung hatte einen um 20 Prozent niedrigeren Verbrauch als der Vorgängermotor mit indirekter Einspritzung und hatte zusätzlich einen Oxidationskatalysator zur Abgasentgiftung.

## TDI der ersten Generation mit Verteilereinspritzpumpe
Nach dem Fiat Croma 2000 Turbo D i.d. (1986) und dem Austin Montego MDi (1988) war der auf der IAA 1989 vorgestellte Audi 100 2.5 TDI  der weltweit dritte PKW mit einer Dieseldirekteinspritzung. Der Audi-Fünfzylinder-Dieselmotor basierte auf dem 1972 im Audi 80 erstmals verwendeten Audi/VW-Vierzylindermotor Typ 827. Auf dessen Basis entstand 1976 auch der erste Wirbelkammer-Dieselmotor für den VW Golf. Der Motor des ersten Audi 100 TDI hat 88 kW (120 PS) Leistung. Das maximale Drehmoment von 265 Nm liegt bereits ab 2250 min−1 an. Das Fahrzeug erreicht ca. 200 km/h Höchstgeschwindigkeit und verbraucht nach DIN 70030 knapp 6 Liter auf 100 km. Die ersten TDI-Motoren hatten eine elektronisch gesteuerte Verteilereinspritzpumpe von Bosch (VP36 oder VP37, Axialkolben-Verteilereinspritzpumpen). Sie spritzen mit einem Druck von bis zu 950 bar bei Nennleistung ein. Ab 1991 gab es den Audi 80 mit einem etwas kleineren 1,9-Liter-Vierzylinder-Motor mit einer Leistung von 66 kW (90 PS) und 182 Nm maximalem Drehmoment.
1993 kam mit einem weitgehend baugleichen 1,9-Liter-Motor der erste Golf III TDI mit ebenfalls 66 kW Leistung auf den Markt. Problem bei den ersten TDIs war zum einen das immer noch harte Laufverhalten. Der TDI im Golf III kam deshalb erst mit größerer Verzögerung zur Serienreife, da die Möglichkeiten der Schalldämmung in seinem relativ kleinen Motorraum wesentlich ungünstiger sind. Außerdem bewirkte der für damalige Verhältnisse sehr gute Wirkungsgrad von etwa 38 % eine geringe und späte Kühlwasseraufheizung. Deshalb waren die Winterbetriebseigenschaften, insbesondere die Wirkung der Innenraumheizung und damit der Scheibenentfrostung, unbefriedigend. Um trotzdem auch winterlichen Verhältnissen genügen zu können, wurde im Kühlwasserkanal ein elektrisches Heizelement integriert. Dieser sogenannte „Zuheizer“ in der Zuleitung zum Heizungskühler beschleunigt die Erwärmung des Kühlwassers und der Heizungsluft. Die Alternative ist eine dieselbetriebene Heizeinrichtung bei den Audi-TDI. Es sprach sich recht schnell herum, dass diese Zusatzeinrichtung von Eberspächer mit nur wenig Aufwand zu einer vollwertigen Standheizung erweitert werden konnte.
Schon die TDI-Motoren der ersten Generation waren Objekt von Chiptuning, die oft die Motormechanik überforderten. VW und Audi brachten später stärkere Varianten des 1,9-Liter-TDI auf den Markt. Im Jahr 1996 kam der 81 kW starke TDI (erkennbar am roten I). Dieser hat eine andere Motorsoftware, stärkere Pleuel und stabilere Kolben. Dieser im Audi A4 B5 erstmals eingebaute Motor war der erste PKW-Serienmotor mit einem Wirkungsgrad über 40 %. Darüber hinaus wurde jahrelang ein Sechszylinder-V-Motor mit Verteilerpumpe (Radialkolben-Verteilereinspritzpumpe) gebaut.

## TDI der zweiten Generation mit Pumpe-Düse-Technik
Die ersten Fahrzeuge mit Pumpe-Düse-Technik (VW EA188) kamen 1998 im damaligen VW Passat (3B5) auf den Markt. Diese Fahrzeuge haben keine separate Einspritzpumpe. Ersetzt wurde diese durch ein Zylinder-Kolben-Element, das mit der Einspritzdüse zu einem Bauteil, dem Pumpe-Düse-Element vereinigt ist. Es sitzt im Zylinderkopf. Die Druckleitung zwischen Pumpe und Düse entfällt. Die Nockenwelle übt mit einem dritten Nocken pro Zylinder (zwischen denen für Einlass- und Auslassventil) Kraft auf die Pumpe-Düse aus; diese baut Kraftstoffdruck auf.
Bekannt ist dieses System bereits aus der Nutzfahrzeugindustrie. Pumpe-Düse-Motoren arbeiten bei Nennleistung mit einem Druck von bis zu 2050 bar, der lange Zeit der höchstmögliche Druck im PKW-Dieselmotoren-Bau war. Entsprechend verbesserten sich die Wirkungsgrade und Verbrauchswerte. So ist der Drei-Liter-Lupo von VW und auch das Ein-Liter-Fahrzeug mit einem solchen System ausgestattet. Die Wirkungsgrade dieser Motoren liegen beim Drei-Liter-Auto bei 45 %.
Ab 2000 wurde der TDI-Motor mit 96 kW (130 PS) im VW-Konzern eingeführt: unter anderem im VW Passat (2000) und Golf (2001), Audi A3 (2000), A4 (2000), und A6 (2001) sowie Škoda Superb (2001). Im Jahr 2001 wurde diese TDI-Variante im VW Sharan mit 96 kW und 110 kW verwendet. Ein halbes Jahr später folgten diese Motorversionen in weiteren Modellen wie: Škoda Fabia RS, Octavia, VW Polo, Seat Leon und Ibiza.
Ab dem Jahr 2005 wurde, ausschließlich im Ibiza Cupra, ein TDI-Motor mit 1,9 Liter Hubraum und 118 kW bei 3750 min−1 angeboten. Das maximale Drehmoment betrug 330 Nm bei 1900 min−1.
Mit dem Touran und dem Golf V (2003) kam dann auch die neuere Generation des TDI mit nunmehr 2 Liter Hubraum heraus (2.0 TDI). Damals gab es ihn nur mit 100 kW (136 PS) und kurze Zeit später 103 kW (140 PS). Dieser Motor hatte, solange er ohne Dieselpartikelfilter (DPF) ausgestattet war, 16 Ventile statt der üblichen acht. Später gab es diesen 2.0 TDI in einer leistungsgesteigerten Variante mit 125 kW (hier mit 16 Ventilen) und er wird zum Beispiel im Golf V GT, Audi A3 und Seat Leon FR TDI angeboten. Dieser entfaltet die maximale Leistung nicht mehr bei 4000 min−1, sondern bei 4200 min−1.
Von 1999 bis 2005 wurden in Audi A2, VW Lupo und VW Polo Dreizylindermotoren eingebaut mit 1191 (Audi A2 und VW Lupo 3L) bzw. 1422 cm³ Hubraum (1.4 TDI Audi A2, VW Lupo und VW Polo).

## TDI der dritten Generation mit Common-Rail-Technik
TDI der dritten Generation (VW EA189) haben direkte Common-Rail-Einspritzung. Hier wird in einer gemeinsamen (common) Leitung (rail) ein konstant hoher Druck erzeugt und der Einspritzzeitpunkt durch Magnetventile gesteuert. 1999 wurde ein V8-Dieselmotor im Audi A8 mit dieser Technik ausgestattet. Hier sprach ein hoher Komfortanspruch gegen ein Pumpe-Düse-Einspritzsystem. Letztlich erwies sich die Common-Rail-Einspritzung, die es zum ersten Mal 1997 von Fiat im Alfa Romeo 156 gab, als kostengünstiger, komfortabler und technisch überlegen. Die ersten Vierzylindermotoren mit Common-Rail für PKWs im Volkswagen-Konzern wurden 2007 im Audi A4 und VW Tiguan auf den Markt gebracht. Der Audi A6, der Phaeton und der Touareg wurden bereits seit 2004 mit einem Common-Rail-V6-Motor ausgerüstet und damit der Abschied von der Pumpe-Düse-Technik bei Volkswagen eingeleitet. Als nächstes Modell wurde ab Februar 2008 der Passat auf die neue Technik umgestellt. Auch der VW LT wurde ab 2002 mit einem Common-Rail-Motor angeboten.

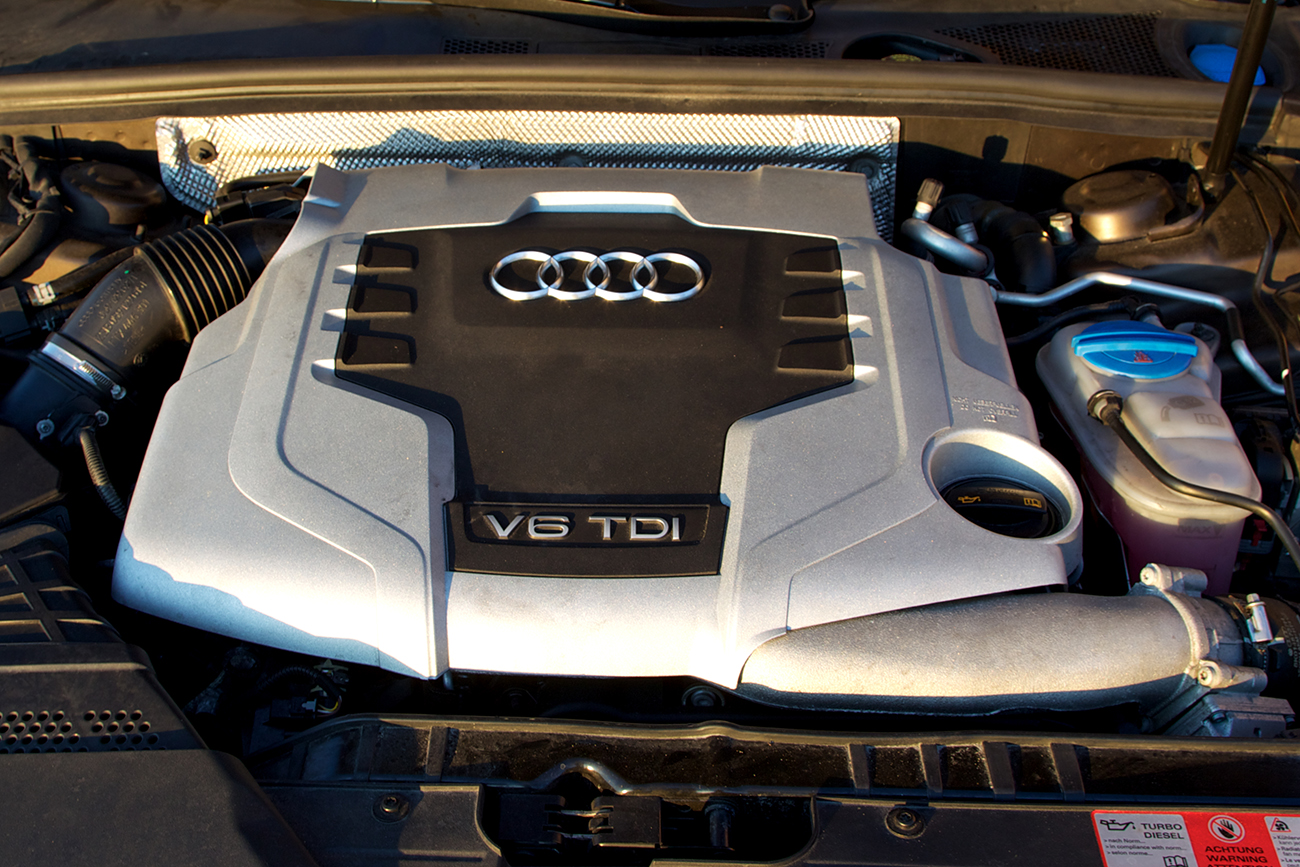
3.0 V6 TDI Common-Rail

VW als größter Anbieter von Pumpe-Düse-Fahrzeugen zog sich aus dieser Technik aus mehreren Gründen zurück:
- Die beherrschbaren Einspritzdrücke von Common-Rail-Systemen (CR) erreichten 2007 das Pumpe-Düse-Niveau (PD) mit Drücken von 2000 bis 2200 bar
- Das CR kann mit seiner unabhängigen Pumpe jederzeit und mehrfach mit vollem Druck einspritzen, während PD von der Nockenwellenkontur abhängig ist, was besonders bei der Voreinspritzung (Laufruhe) und Nacheinspritzung (Regeneration Dieselpartikelfilter) nachteilig ist
- Die Systemkosten von PD steigen mit der Zylinderzahl stärker als bei CR
- Wegen der großen Verbreitung von CR, auch in Pkw des Wettbewerbs, können die Systemkosten in Zukunft weiter sinken als beim VW-exklusiven PD

Allgemein sind Common-Rail-Systeme einfacher und mit wenigen Komponenten aufgebaut.  Im Prinzip ähneln sie einer L-Jetronic-Benzineinspritzung aus den 1980er Jahren.

## Bedeutung der eingefärbten Buchstaben im TDI-Schriftzug
Die VW-TDI-Motoren haben besonders gestaltete Typenschriftzüge. So wurde ab 1996 eine auf 81 kW (Motorkennbuchstaben AFN und ASV) leistungsgesteigerte Variante des 66 kW (1Z, AHU, ALE) der ersten Generation hergestellt. Er hatte einen Turbolader mit verstellbaren Tubinenleitschaufeln (VTG), um den gewünschten Ladedruck schon bei geringeren Drehzahlen als mit einem klassischen Wastegate-geregelten Turbolader zu erreichen. Eine an die höhere Leistung entsprechend angepasste Motorsoftware kommt zum Einsatz. Um den erhöhten Spitzendrücken während der Verbrennung gerecht zu werden, wurden, bei gleichem Kolbenbolzendurchmesser von 26 mm, die Kolbenbolzenlager in den Kolben mit Bronzebuchsen verstärkt. Diese Bronzebuchsen haben einen Außendurchmesser von 29 mm und verhindern damit ein senkrechtes Aufreißen der Kolben oberhalb der Kolbenbolzenlagerung bei der Leistungssteigerung von 66 kW auf 81 kW. Des Weiteren kommen verstärkte Pleuellager, sogenannte Sputterlager, zum Einsatz. Bei diesen Lagern ist die kolbenseitige, druckbeaufschlagte Lagerschale durch eine Sputterlagerschale ersetzt. Die Oberfläche dieser Lagerschale ist im Vergleich zur unteren Dreistofflagerschale sehr hart, um sich unter den hohen Verbrennungskräften nicht zu verformen. Die unveränderte untere Dreistofflagerschale kann weiterhin eventuell im Motoröl vorhandene Schmutzpartikel in ihre äußere Weißmetallschicht einbetten. Damit werden Lagerschäden durch Schmutz in gewissem Maße vermieden. Diese Fahrzeuge wurden mit einem „roten I“ im Schriftzug versehen.
Später kamen die Pumpe-Düse-Motoren mit rotem „D“ und „I“ dazu, zuerst mit 85 kW, später mit 96 kW, dann im Golf IV auch zusätzlich mit 110 kW. Beim Golf IV mit 110 kW (Kennbuchstabe u. a. ARL) wurde ein komplett roter Schriftzug verwendet. Die kleineren Pumpe-Düse-Motoren mit 85 kW, 96 kW und zunächst auch 74 kW hatten im Golf ein silbernes „T“ und die Buchstaben „DI“ rot in der Typenbezeichnung. Nach dem Wegfall der VPE-Motoren zum Modelljahr 2003 bekam der 74 kW starke AXR allerdings nur noch ein rotes „I“, da ab sofort keine Verwechslungsgefahr mit dem 110 PS-Motor mehr bestand und die Motoren mit 74 und 96 kW äußerlich nun unterscheidbar waren. Beim Polo 9N stand nur ein rotes „I“ für den 55 kW Dreizylinder (AMF, BAY); ein rotes „D“ und rotes „I“ für den 74-kW-Motor (ATD, AXR) und alle Buchstaben in rot gab es beim 96-kW-Motor (ASZ, BLT).
Ein Rückschluss vom Schriftzug auf den Motor ist also nur in Kenntnis des Modelljahres möglich. Das „blaue I“ ist oft auf Transportern zu sehen und deutet auf einen besonders sparsamen und kleinen TDI ohne Ladeluftkühler hin. Ein grünes „DI“ ist beim Drei-Liter-Lupo zu finden.
Beim Seat Leon 1M gab es das Modell Topsport (TS), welches später in Formula Racing (FR) umbenannt wurde. Diese tragen beim 110-kW-Motor ebenfalls ein komplett rotes TDI.

## Marke TDI
„TDI“ ist ein eingetragenes Markenzeichen, das in Deutschland für die Audi AG seit dem 9. August 1995 beim Deutschen Patent- und Markenamt in Nizza-Klassifikation 12 (Motoren für Landfahrzeuge) eingetragen ist und später als Wort-Bild-Marke in verschiedenen Kombinationen für die Volkswagen AG registriert wurde. Laut einer Entscheidung des EU-Gerichts ist es keine Marke, sondern eine „Technische Abkürzung“ und kann somit nicht europaweit als einheitliche Marke eingetragen werden.